# Eugène Portalié
Eugène Portalié est un Jésuite français, professeur de théologie positive à l'Institut catholique de Toulouse, né à Mende le 3 janvier 1852, et mort à Amélie-les-Bains le 20 mars 1909.

## Biographie
Eugène Portalié a fait ses études dans le collège de Mende tenu alors par les Pères de la Compagnie de Jésus, puis, quand les Jésuites ont quitté le pensionnat de Mende, il les a suivis à Saint-Affrique.
Il n'a pas encore 16 ans quand il est entré dans le noviciat de la Compagnie de Jésus le 31 décembre 1867 où il a eu pour maître des novices le R. Paul Ginhac (1824-1895) qu'il a retrouvé en 1886-1887 comme instructeur du troisième an.
En 1872, il est nommé professeur de cinquième au collège de Sarlat. Les deux années suivantes il est professeur en quatrième. En 1875, il est professeur dans un juvénat pour les jeunes jésuites qui sortent du noviciat, d'abord à Toulouse pendant 6 ans, puis, après 1880, à Uclès. Il a enseigné les langues classiques et la littérature.
En 1881, il passe de la position de professeur à celle d'élève en cours de théologie. Il est ordonné prêtre en 1884. Remarqué pour son travail et ses dons intellectuels, il passe deux années d'études de théologie à Uclès. Il a eu comme professeur P. Giuseppe Maria Piccirelli (1841-1919). En 1886, il a été invité à soutenir un grand acte de Universa Theologia présidé par le nonce à Madrid, Mariano Rampolla del Tindaro, accompagné par son secrétaire, le futur pape Benoît XV. Il passe une année de formation sous la direction du P. Paul Ginhac et a étudié les auteurs ascétiques. Il continue sa formation à l'Université grégorienne à Rome pendant un an et revient à Uclès en 1888.
De 1888 à 1897, il est lector vespertinus de théologie dans la maison d'études de la Compagnie de Jésus à Uclès, en Espagne, puis, en 1897, l'accalmie de « l'esprit nouveau » a permis aux scolastiques d'Uclès de revenir à Vals-près-le-Puy. Son enseignement donnait une connaissance approfondie de la doctrine et de son histoire, en particulier, des différents systèmes théologiques. Il a émis des positions originales sur les traités de la foi et sur la grâce, entre les différentes théories cherchant à expliquer le dogme. Pendant les années hors de France, il a étudié l'histoire de la théologie, des œuvres des diverses écoles du Moyen Âge et de Francisco Suárez. Bibliothécaire du scolasticat, il a constitué une riche collection des théologiens des différentes écoles.
En 1896-1897, il a dénoncé la mystification de l'affaire Diana Vaughan dans une brochure parue sous le titre La fin d'une mystification. Il a publié des articles sur L'hypnotisme au Moyen Âge, sur Avicienne et sur Richard de Middletown.
En novembre 1899, il est nommé professeur de théologie positive de l'Institut catholique de Toulouse. Mgr Pierre Batiffol est nommé directeur de l'Institut catholique de Toulouse, en 1898. Il a collaboré au Bulletin de littérature ecclésiastique publié par l'Institut. Il a participé aux controverses que suscitaient les publications d'Alfred Loisy, E. Leroy, de l'école de l'immanence, de George Tyrrell et de la théologie moderniste qui allaient être condamnées. Il en a été l'adversaire dans ses articles dans les revues Études et Bulletin de littérature ecclésiastique. Ses dernières interventions avec le Père Henri Saltet, pendant la maladie qui allait l'emporter, sont contre les faux signés A. Dupin et E. Herzog dans des articles repris dans la brochure La question Herzog-Dupin et la critique catholique, en 1908, et pour faire la critique des thèses de Joseph Turmel.

## Publications
- « Thomistes et Molinistes. À propos de Thomisme et Molinisme du R. P. Hippolyte Gayraud et de Bannésianisme et Molinisme du P. Théodore de Regnon », dans Études religieuses, philosophiques, historiques et littéraires, 1893, 27e année, tome 49, p. 659-669 (lire en ligne)
- « L'hypnotisme au moyen âge. Avicenne et Richard de Middletown », dans Études religieuses, philosophiques, historiques et littéraires, 1892, 27e année, tome 49, p. 481-499, p. 577-597
- « Le R. P. Frins et la "Revue thomiste" », dans Études religieuses, philosophiques, historiques et littéraires, 1893, 30e année, tome 59, p. 37-64 (lire en ligne)
- « La Franc-maçonnerie, synagogue de Satan » (compte rendu d'un ouvrage de Mgr Léon Meurin), dans Études religieuses, philosophiques, historiques et littéraires, 1893, 30e année, tome 59, p. 489-501 (lire en ligne)
- « Le Parlement des religions à Chicago et les programmes d'union religieuse », dans Études religieuses, philosophiques, historiques et littéraires, 1894, 31e année, tome 63, p. 5-32, p. 188-215
- « Un nouveau traité "De Deo" », dans Études religieuses, philosophiques, historiques et littéraires, 1895, 32e année, tome 64, p. 496-505 (lire en ligne)
- « La crise du protestantisme français. La situation au moment du synode de Sedan (2 juin 1896) », dans Études religieuses, philosophiques, historiques et littéraires, 1896, 33e année, tome 68, p. 301-321, p. 598-611, tome 69, p. 34-52
- « Le Congrès antimaçonnique de Trente et la fin d'une mystification », dans Études religieuses, philosophiques, historiques et littéraires, 1896, 33e année, tome 69, p. 381-398 (lire en ligne)
- « Une question de morale à propos du dernier roman de Diana Vaughan », dans Études, 1897, 34e année, tome 70, p. 162-174 (lire en ligne)
- La fin d'une mystification, Victor Retaux libraire-éditeur, Paris, 1897
- « Le troisième centenaire du bienheureux Canisius (21 décembre 1897) », dans Études, 1897, 34e année,tome 73, p. 759-777 (lire en ligne)
- « Le centenaire du bienheureux Canisius et l'Allemagne protestante », dans Études, 1898, 34e année,tome 74, p. 195-214 (lire en ligne)
- « Les fêtes de Nantes et l'impopularité du protestantisme », dans Études, 1898, 35e année, tome 76, p. 145-163 [https://gallica.bnf.fr/ark:/12148/bpt6k113650t/f144.image
- « La liberté et la conservation de l'énergie », dans Études, 1898, 35e année,tome 76, p. 745-766 (lire en ligne)
- « L'action protestante en France, jugée par les protestants eux-mêmes », dans Études, 1900, 37e année,tome 84, p. 721-743, tome 85, p. 27-48
- « À propos d'eschatologie », dans Bulletin de littérature ecclésiastique, 1901, p. 101-119 (lire en ligne)
- « Le rôle doctrinal de saint Augustin », dans Bulletin de littérature ecclésiastique, 1903, p. 33-57 (lire en ligne)
- « Le dogme et l'histoire, au R. P. Hummelauer, membre de la Commission biblique », dans Bulletin de littérature ecclésiastique, 1904, p. 62-143 (lire en ligne)
- « L'explication de la morale des dogmes. Réponse à la “Quinzaine” », dans Études, 1905, 42e année, tome 104, p. 145-173, [https://gallica.bnf.fr/ark:/12148/bpt6k113678j/f318.item p. 318-342
- « L'Évolutionnisme religieux condamné par le Saint-Siège », dans Études, 1907, 44e année, tome 112, p. 393-412 (lire en ligne)
- « Qu'est-ce que la foi ? d'après M. Mallet », dans Bulletin de littérature ecclésiastique, 1907, p. 204-225 (lire en ligne)
- « "La Question Herzog-Dupin" et la critique catholique », dans Études, 1908, 45e année, tome 116, p. 335-359
- « "La Question Herzog-Dupin" et la Critique de M. Turmel », dans Études, 1908, 45e année, tome 116, p. 506-538, p. 605-638, p. 763-794
- « La critique de M. Turmel. Lettre de M. l'abbé Dubois et réponse de M. Portalié », dans Études, 1908, 45e année, tome 117, p. 76-82 (lire en ligne)
- Article « Abélard (Vie et Œuvres d') », dans Alfred Vacant, Eugène Mangenot, Dictionnaire de théologie catholique, Letouzey et Ané éditeurs, Paris, 1909, tome 1, A, col. 30-43 (lire en ligne)
- Article « Abélard (articles condamnés par Innocent II) », dans Alfred Vacant, Eugène Mangenot, Dictionnaire de théologie catholique, Letouzey et Ané éditeurs, Paris, 1909, tome 1, A, col. 43-48 (lire en ligne)
- Article « Abélard (École théologique d') », dans Alfred Vacant, Eugène Mangenot, Dictionnaire de théologie catholique, Letouzey et Ané éditeurs, Paris, 1909, tome 1, A, col. 49-55 (lire en ligne)
- Article « Adoptianisme au XIIe siècle », dans Alfred Vacant, Eugène Mangenot, Dictionnaire de théologie catholique, Letouzey et Ané éditeurs, Paris, 1909, tome 1, A, col. 413-418 (lire en ligne)
- Article « Adoptianisme nouvelles controverses depuis le XIVe siècle », dans Alfred Vacant, Eugène Mangenot, Dictionnaire de théologie catholique, Letouzey et Ané éditeurs, Paris, 1909, tome 1, A, col. 418-421 (lire en ligne)
- Article  « Alexandre III canoniste et théologien », dans Alfred Vacant, Eugène Mangenot, Dictionnaire de théologie catholique, Letouzey et Ané éditeurs, Paris, 1909, tome 1, A, col. 711-714 (lire en ligne)
- Article « Augustin (saint). Vie, œuvre et doctrine », dans Alfred Vacant, Eugène Mangenot, Dictionnaire de théologie catholique, Letouzey et Ané éditeurs, Paris, 1909, tome 1, A, col. 2268-2472 (lire en ligne), compte rendu par Antoine Valmy, « Une nouvelle étude sur saint Augustin », dans Études, 1903, 40e année, tome 96, p. 834-842 (lire en ligne)
- Article « Augustianisme. (École et système des augustiniens) », dans A. Vacant, E. Mangenot, Dictionnaire de théologie catholique, Letouzey et Ané éditeurs, Paris, 1909, tome 1, A, col. 2268-2501 (lire en ligne)
- Article « Augustinisme (Développement historique de l') », dans A. Vacant, E. Mangenot, Dictionnaire de théologie catholique, Letouzey et Ané éditeurs, Paris, 1909, tome 1, A, col. 2501-2561 (lire en ligne)